# Płamęta
Płamęta – domowy demon występujący w XIX-wiecznych wierzeniach w okolicach Tarnobrzega, psotny, złośliwy chochlik domowy.
Drobna istota w postaci niemal człowieczej, naga, z rzadkimi włosami, o dużej głowie, z roześmianymi szeroko ustami. Zamiast dłoni miał ptasie szpony, a zamiast stóp, racice. Zawsze ukrywał się pod sarniową miotła, czyli taką wykonaną z pędów żarnowca miotlastego. 
Dla ludzi był niewidoczny, przeszkadzał w pracy, na przykład podstawiając nogę. Psocił i robił nieporządek w gospodarstwie. Brało się miotłę, pod którą siedział i wywijało nią na wszystkie strony, aby odpędzić płamętę; kiedy wciąż psocił jedynie żegnano się krzyżem i opuszczano pomieszczenie.